# Bürgerkrieg in Suriname
Der Bürgerkrieg in Suriname, auch bekannt als surinamischer Binnenkrieg (niederländisch: Binnenlandse Oorlog) war ein Bürgerkrieg, der zwischen 1986 und 1992 im Osten von Suriname geführt wurde. Er wurde von der Tucayana Amazonas unter der Führung von Thomas Sabajo und dem Jungle Commando („Dschungelkommando“) unter der Führung von Ronnie Brunswijk, gegen die Streitkräfte Surinames unter dem damaligen Armeechef und De-facto-Staatschef Dési Bouterse geführt. Die Kämpfer des Jungle Commando gehörten der ethnischen Gruppe der Maroons an, während es sich bei den Tucayana Amazonas um indigene Surinamesen handelte.

## Hintergrund
Surinam hat eine der ethnisch vielfältigsten Bevölkerungen Südamerikas, mit Menschen indischer (südasiatischer), javanischer, chinesischer, europäischer, indianischer, afrikanischer (Kreolen und Maroons) und multiethnischer Herkunft. Die Vorfahren der Maroons waren entlaufene afrikanische Sklaven, die zwischen der Mitte des 17. und dem Ende des 18. Jahrhunderts von der Küste Surinams flohen und im Landesinneren unabhängige Siedlungen gründeten. Sie erlangten ihre Unabhängigkeit, indem sie in den 1760er Jahren einen Friedensvertrag mit den Niederländern unterzeichneten. Die Niederländer waren nicht in der Lage, die Siedlungen der Maroons im Dschungel zu erobern, und stimmten deshalb zu, ihnen Autonomie in ihrem Gebiet zu gewähren.
1975 erlangte Surinam die volle Unabhängigkeit von den Niederlanden. Dési Bouterse beteiligte sich am Aufbau einer nationalen Armee. Fünf Jahre später, 1980, führte er zusammen mit fünfzehn anderen Feldwebeln einen unblutigen Staatsstreich gegen die Regierung des Landes an. Bouterse konsolidierte schließlich die gesamte Macht. Die Niederlande tolerierten als ehemalige Kolonialmacht anfangs Bouterse als neuen starken Mann in Suriname. Er etablierte allerdings eine brutale und korrupte Diktatur. Nachdem er 1982 15 seiner Kritiker während der Dezembermorde foltern und hinrichten lassen hatte, forderten die Niederländer schließlich die Wiedereinführung der Demokratie. 1987 wies er die Nationalversammlung an, eine neue Verfassung zu verabschieden, die es ihm ermöglichte, weiterhin als Armeechef zu fungieren, während eine Zivilregierung unter seiner Aufsicht eingesetzt wurde.

## Ablauf
Der Krieg begann als persönliche Fehde zwischen Bouterse und Brunswijk, einem Maroon, der als Bouterses Leibwächter gedient hatte. Später nahm er politische Dimensionen an. Brunswijk forderte demokratische Reformen, Bürgerrechte und wirtschaftliche Entwicklung für die Minderheit der Maroons im Land. Brunswijk wurde von einem Teil der in den Niederlanden lebenden Surinamesen unterstützt, welche seinen Aufstand mitfinanzierten.
Der surinamische Bürgerkrieg begann am 22. Juli 1986 gegen 03:00 Uhr in Stolkertsijver. 12 Soldaten, die den Kontrollpunkt bewachten, wurden gefangen genommen. Später in der Nacht eröffnete eine bewaffnete Gruppe das Feuer auf die Armee-Kaserne in Albina. Die Kämpfe dauerten drei Stunden, und ein Soldat und zwei Zivilisten wurden verwundet. Später wurde bestätigt, dass das Dschungelkommando unter der Leitung von Ronnie Brunswijk hinter beiden Angriffen stand. Im November 1986 griffen die Streitkräfte Moiwana, das Heimatdorf von Brunswijk, an. Sie massakrierten mindestens 35 Menschen, hauptsächlich Frauen und Kinder. Sie zerstörten den größten Teil des Dorfes und brannten unter anderem das Haus von Brunswijk nieder. Mehr als 100 Überlebende flohen über die Grenze nach Französisch-Guayana.
Nach den im Mai 2007 veröffentlichten Tagebüchern von Ronald Reagan (The Reagan Diaries) hatte die niederländische Regierung 1986, nach dem Massaker in Moiwana, ein militärisches Eingreifen in Suriname geprüft. Den Haag wollte so das Militärregime von Desi Bouterse stürzen. Hierzu richtete Den Haag ein Hilfeersuchen an die Vereinigten Staaten für den Transport von 700 niederländischen Soldaten vom Korps Mariniers. Die USA zogen das Hilfeersuchen in Erwägung, bevor jedoch eine Entscheidung getroffen wurde, zog die niederländische Regierung ihr Ersuchen wieder zurück.
Da die Aufständischen sich im Dschungel versteckten, waren sie für die Regierungstruppen schwer aufzuspüren. Im November 1986 konnten die Rebellen des Jungle Commando, bestehend aus Maroons, mit erbeuteten Waffen und drei britischen Söldnern die Städte Albina und Moengo erobern, ein Gebiet, welches aufgrund seiner Bauxitvorkommen einen großen Teil der Exporteinnahmen des Landes erbrachte. Brunswijk hatte einen großen Teil des Ostens Surinams unter Kontrolle gebracht und rückte auf die Hauptstadt Paramaribo vor. In einer Gegenoffensive konnte die Regierung die Rebellen allerdings zurückschlagen und Albina und Moengo zurückerobern.
Am 1. Juni 1989 eroberten die Rebellen den Afobaka-Staudamm, das wichtigste Wasserkraftwerk Surinams, und drohten, die Hauptstadt Paramaribo zu überfluten, falls die Regierung nicht zu Verhandlungen bereit sei. Trotz der Drohungen zogen sich die Rebellen 36 Stunden später auf Anweisung Brunswijks zurück. Am 7. Juni 1989 fanden Gespräche auf der Insel Portal statt. Die Delegationen einigten sich auf einen vorläufigen Friedensvorschlag. Die Regierung unterzeichnete den Pakt am 21. Juli 1989, der am 7. August 1989 vom Parlament angenommen wurde. In dem Abkommen erklärten beide Seiten ihre Absicht, die Feindseligkeiten zu beenden.
Im Juni 1989 wurde ein Waffenstillstand unterzeichnet. Ein Soforthilfeprogramm zum Wiederaufbau der Dörfer der Maroons, die Aufhebung des Ausnahmezustands im Osten des Landes und die Rückkehr der Flüchtlinge nach Surinam gehörten zu den Maßnahmen, die mit dem Friedensabkommen eingeleitet wurden. Die Regierung hatte vorgeschlagen, die Dschungelkommandotruppen in eine Sicherheitseinheit umzuwandeln, die im Landesinneren patrouillieren sollte. Nach dem Waffenstillstand wurden die Verletzungen der Waffenruhe fortgesetzt, ohne dass es zu einem ausgewachsenen Konflikt kam.
Eine Gruppe von Ureinwohnern fühlte sich durch den Vertrag von Kourou aus dem Jahr 1989 betrogen, der den Maroons mehr Rechte einräumte, die Rechte der Ureinwohner jedoch vernachlässigte. Am 31. August 1989 nahmen sie die Fähre bei Jenny in Besitz und nannten sich Tucayana Amazonas. Die Gruppe begann einige Dörfer in Besitz zu nehmen und sie etablierten ihren Hauptsitz schließlich in Bigi Poika. Die Tucayana Amazonas wurden von Thomas Sabajo und seinem Bruder Hugo „Piko“ angeführt. Es kam zu Auseinandersetzungen, und Thomas lief zur surinamischen Armee über, die schnell die Kontrolle über das Gebiet wiedererlangte. Piko floh nach Guyana, wurde aber im Februar 1990 von der Polizei verhaftet und nach Suriname zurückgebracht, wo Piko und seine Anhänger getötet wurden.
Am 19. März 1991 fand ein Treffen zwischen Vertretern in der östlichen Bergbaustadt Moengo statt. Die Regierung bot die Eingliederung des Dschungelkommandos in die surinamische Armee sowie Arbeitsplätze für die Maroons in der Goldsuche und der Forstwirtschaft als Gegenleistung für die vollständige Entwaffnung an. Am 27. März 1991 fanden in der Stadt Drietabbetje abschließende Gespräche statt, die den Konflikt effektiv beendeten. Trotz des Abkommens prangerten einige in den Niederlanden lebende Funktionäre des Dschungelkommandos die Bedingungen an und schworen, ihren bewaffneten Kampf fortzusetzen.
Am 8. August 1992 wurde ein Friedensvertrag zwischen der Armee, dem Dschungelkommando und den Tucayana Amazonas unterzeichnet.

## Nachwirkungen
Obwohl die Präsidenten Surinams ab 1987 wieder gewählt wurden, behielten die alten Militärs einen großen Teil ihrer Macht im Land. Bouterse wurde ein regulärer Politiker. Im Juli 1999 wurde er in den Niederlanden in Abwesenheit zu elf Jahren Gefängnis wegen Schmuggels von 1000 Kilogramm Kokain verurteilt. Auch zahlreiche seiner Verwandten wurden wegen Drogenschmuggels und anderer Verbrechen verurteilt. 2010 wurde Bouterse Präsident Surinams, diesmal demokratisch gewählt. 2020 wurde der ehemalige Rebellenführer Ronnie Brunswijk Vizepräsident Surinams.
Im Jahre 2007 begann ein Prozess während des Bürgerkriegs verübten Verbrechen im Land. Kurz vor Abschluss des Prozesses sprach das Parlament im April 2012 allerdings eine Amnestie gegen die Täter aus, darunter Dési Bouterse. Am 29. November 2019 verurteilte ein Militärgericht in Suriname Bouterse zu 20 Jahren Gefängnis für die Dezembermorde von 1982. Er floh allerdings vor Haftantritt und ist seitdem verschwunden.

## Kriegsverbrechen

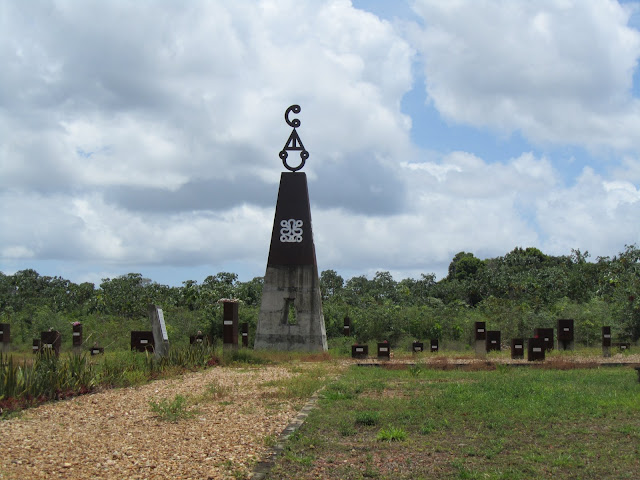
Denkmal für die Opfer des Massakers von Moiwana in Albina

Das von den Kreolen dominierte surinamesische Militär ging brutal gegen Dörfer der Maroons vor und tötete zahlreiche Zivilisten, darunter Frauen und Kinder. Der ehemalige surinamesische Präsident Henk Chin A Sen beklagte einen „Völkermord“. Das schwerste Massaker der Regierung war das Massaker von Moiwana, bei dem 35 Menschen getötet wurden. Im August 2005 wies der Interamerikanische Gerichtshof für Menschenrechte Suriname an, 3 Millionen US-Dollar Entschädigung an 130 Überlebende des Massakers zu zahlen und einen Fonds von 1,2 Millionen US-Dollar für die Entwicklung von Moiwana einzurichten.
Am 23. April 1987 war der Krieg nach Sipaliwini gekommen. Das Dschungelkommando unter der Führung von Ronnie Brunswijk trieb die Dorfbewohner von Pokigron in den Dschungel, beraubte sie ihres Besitzes und brannte ihre Häuser nieder. Am 11. September 1987 schlug die Nationale Armee unter der Führung von Dési Bouterse mit einem Angriff auf das Dschungelkommando zurück und tötete laut einem Bericht von Aide Médicale Internationale Zivilisten, darunter Frauen und Kinder. Beide Parteien haben bestritten, dass Zivilisten getötet worden sind.
Am 31. Dezember 1987 wurden bei einer Aufstandsbekämpfungsaktion in der Region Atjoni sieben Maroon-Zivilisten in einem Militärfahrzeug weggefahren, weil sie verdächtigt wurden, dem Dschungelkommando anzugehören. Einige Kilometer weiter wurden sie aufgefordert, ihre eigenen Gräber auszuheben. Sechs der Maroons wurden kurzerhand hingerichtet, während der siebte an seinen Verletzungen starb, die er sich bei einem Fluchtversuch zugezogen hatte.
Bis September 1989 wurden in dem Konflikt mindestens 300 Menschen getötet, zahlreiche Dörfer zerstört und der Bauxitabbau gestört. Schätzungsweise 7000 Maroons flohen in Flüchtlingslager in Französisch-Guayana.